# James Dunlop
James Dunlop (Dalry, Škotska, 31. listopada 1793. – Australija, 22. rujna 1848.) bio je australski astronom.
Od lipnja 1823. godine do veljače 1826. promatrao je preko 40.000 puta, katalogizirao je nekih 7385 zvijezda, od kojih je bilo 166 dvostrukih zvijezda i referencija na nekoliko svijetlih objekata u dubokom svemiru koji su bili blizu zvijezda koje je katalogizirao.
Napisao je 1828. godine djelo A Catalogue of Nebulae and Clusters of Stars in the Southern Hemisphere observed in New South Wales koje je sadržavalo popis 629 objekata. Za nešto više od polovice objekata se pokazalo da su stvarni. Većinom se radilo o mali magličasti objekti koji su većina bili umjetni, jer ih je napravio njegov teleskop kojeg je sam napravio ručno. Njegovo najslavnije otkriće je galaksija NGC 5128. Otkrio je brojne otvorene i kuglaste zvjezdane skupove, svijetle i planetarne maglice, od kojih većina dotad nisu bile poznate osobama koje su ih promatrale golim okom.

## Vanjske poveznice
- Sveučilište u Melbourneu
- Sveučilište u Arizoni, SEDS  Arhivirana inačica izvorne stranice od 2. lipnja 2008. (Wayback Machine)